# Воронин, Иван Семёнович
Иван Семёнович Воронин (28 августа 1924, Алма-Ата, Туркестанская АССР — 6 марта 1981) — организатор промышленного производства, Герой Социалистического Труда (1971), лауреат Государственной премии СССР (1971), заслуженный металлург Казахской ССР (1975).

## Биография
Иван Семёнович Воронин родился 28 августа 1924 года в Алма-Ате (ныне — Казахстан).
С 28 мая по 15 ноября 1943 года служил в РККА (726 сп , СКФ), лейтенант; участвовал в Великой Отечественной войне. Трудовую деятельность начал в 1947 году в Усть-Каменогорске, участвовал в пуске и освоении первого в Казахстане свинцово-цинкового завода. В 1950 году вступил в КПСС.
В 1952-1957 годах работал в Болгарии, сначала главным инженером, а затем директором химико-металлургического предприятия. В 1957—1960 годах работал главным инженером опытного завода ВНИИцветмета, в 1960—1963 годах — главным инженером Усть-Каменогорского свинцово-цинкового комбината, в 1963—1981 годах — директором этого завода. При его непосредственном участии здесь были разработаны и внедрены в производство новые высокоэффективные технологические процессы и высокопроизводительное оборудование.
Указом Президиума Верховного Совета СССР от 30 марта 1971 года «за выдающиеся успехи, достигнутые в развитии цветной металлургии» удостоен звания Героя Социалистического Труда с вручением ордена Ленина и золотой медали «Серп и Молот».
В 1966—1981 годах являлся членом ЦК Компартии Казахской ССР. Депутат Совета Национальностей  Верховного Совета СССР 9-го созыва от Казахской ССР.
Умер 6 марта 1981 года.

## Награды
- Золотая медаль «Серп и Молот» Героя Социалистического Труда и орден Ленина (30.03.1971)
- Орден Ленина (20.07.1963).
- Орден Трудового Красного Знамени — трижды (11.09.1956; 20.05.1966; 02.03.1981).
- Орден Красной Звезды (08.06.1967)[4].
- Золотой Орден Труда (Болгария).
- Медаль «За победу над Германией» (9.5.1945)[5].